# Khemkaran
Khemkaran est une ville indienne situé dans l’État du Pendjab. Elle est située dans district de Tarn Taran.
En 2001, sa population était de 11 938 habitants.
La ville est très proche de la frontière pakistanaise, située à seulement huit kilomètres. Elle est ainsi un point stratégique lors de la deuxième guerre indo-pakistanaise en 1965. Elle a été brièvement capturée par l'armée pakistanaise et le chef de celle-ci, Muhammad Musa, a visité la ville le 10 septembre. Le Pakistan y subit finalement une lourde défaite et perd 95 chars d'assaut dans la ville. 

## Traduction
- (en) Cet article est partiellement ou en totalité issu de l’article de Wikipédia en anglais intitulé « Khemkaran » (voir la liste des auteurs).